# Muppets: The Green Album
Muppets: The Green Album es un álbum de canciones versionadas populares de los Muppets realizadas por varios artistas de música contemporánea. El álbum fue lanzado por Walt Disney Records el 23 de agosto de 2011 en un CD digipack y como descarga digital en la tienda de iTunes.
El álbum se puso a disposición para la vista previa a través del programa First Listen de NPR una semana antes de su lanzamiento. El video musical oficial de "Muppet Show Theme Song" fue publicado en Internet y fue lanzado a la venta el 19 de agosto de 2011. El video muestra al grupo OK Go tratando de producir su propio video musical hasta que son interrumpidos por los Muppets. El título es un juego de The Green Album de Weezer, que también tiene una canción en el álbum.

## Lista de canciones
| Muppets: The Green Album |                                            |                                  |                                                               |          |  |
| N.º                      | Título                                     | Escritor(es)                     | Artist                                                        | Duración |  |
| 1.                       | «Muppet Show Theme Song»                   | Sam Pottle, Jim Henson           | OK Go                                                         | 2:36     |  |
| 2.                       | «The Rainbow Connection»                   | Paul Williams, Kenneth Ascher    | Weezer y Hayley Williams (de Paramore)                        | 4:00     |  |
| 3.                       | «Mahna Mahna»                              | Piero Umiliani                   | The Fray                                                      | 2:13     |  |
| 4.                       | «Moving Right Along»                       | Williams, Ascher                 | Alkaline Trio                                                 | 2:33     |  |
| 5.                       | «Our World»                                | Williams                         | My Morning Jacket                                             | 3:05     |  |
| 6.                       | «Halfway Down the Stairs»                  | Harold Fraser-Simon y A.A. Milne | Amy Lee (de Evanescence)                                      | 2:25     |  |
| 7.                       | «Mr. Bassman»                              | Johnny Cymbal                    | Sondre Lerche                                                 | 2:41     |  |
| 8.                       | «Wishing Song»                             | Paul Tracey                      | The Airborne Toxic Event                                      | 2:47     |  |
| 9.                       | «Night Life»                               | Joseph Raposo                    | Brandon Saller (de Atreyu) y Billy Martin (de Good Charlotte) | 2:59     |  |
| 10.                      | «Bein' Green»                              | Raposo                           | Andrew Bird                                                   | 4:10     |  |
| 11.                      | «I Hope That Somethin' Better Comes Along» | Williams, Ascher                 | Matt Nathanson                                                | 2:42     |  |
| 12.                      | «I'm Going to Go Back There Someday»       | Williams, Ascher                 | Rachael Yamagata                                              | 4:15     |  |

## Video musical
En el video musical, los miembros de OK Go se están preparando para cantar "The Muppet Show Theme" (titulado como "Muppet Show Theme Song" en el álbum), con la ayuda de una máquina elaborada. Sweetums entra y sin darse cuenta destruye la máquina. La banda se muestra a través de recreaciones de sus propios videos musicales y homenajes de los tradicionales diseños de The Muppet Show, mientras que son acompañados por los Muppets. Statler y Waldorf se muestran en un momento breve de ver el vídeo desde una computadora. El video hace alusión a los antiguos vídeos musicales de OK Go incluyendo "Here It Goes Again", "All It's Not Lost" y "White Knuckles". El video ha sido transmitido en Disney Channel y Radio Disney.

## Recepción
Muppets: The Green Album recibió críticas generalmente positivas por parte de los críticos de música. En Metacritic, que asigna una calificación de 100 a las revisiones de los críticos principales, el álbum recibió una puntuación media de 63, basado en 6 opiniones, indicando en general "críticas favorables".
Consequence of Sound escribió que: "Todo lo que el "green" no es necesariamente oro aquí, pero brilla la mayor parte de él".

## Interpretadores de los Muppets
- Steve Whitmire como Kermit the Frog, Link Hogthrob, The Muppet Newsman, Rizzo la Rata, Beaker, Slatter
- Dave Goelz como El Gran Gonzo, Dr. Bunsen Honeydrew, Zoot, Beauregard, Waldorf, Kermoot the Frog
- Eric Jacobsen como Fozzie Bear, Miss Piggy, Animal, Sam el Águila, Marvin Suggs
- Bill Barretta como Rowlf el Perro, Dr. Teeth, Bobo el Oso, Pepe el Langostino, The Swedish Chef, Behemoth, Mahna Mahna, Gary's Muppet Form
- Peter Linz como Walter
- David Rudman como Janice, Scooter, Wayne, Miss Poogy
- Matt Vogel como Floyd Pepper, Crazy Harry, Camila el Pollo, Tio Deadly, Lew Zealand, Sweeturns, 80' Robot, Janooce, Roowlf el Perro
- Tyler Bunch como Thog. Foozie Bear
- Alice Dinehan como Afghan Hound

## Posición en las listas
| Lista (2011)                      | Posición |
| --------------------------------- | -------- |
| Canadian Albums Chart             | 14       |
| U.S. Billboard 200                | 8        |
| U.S. Billboard Alternative Albums | 1        |
| U.S. Billboard Digital Albums     | 5        |
| U.S. Billboard Kids Albums        | 1        |
| U.S. Billboard Rock Albums        | 1        |
| U.S. Billboard Tastemakers Albums | 11       |

## Personal
| 1. "Muppet Show Theme Song" Fuzzy Muppet Songs (ASCAP) Producido por OK Go Remezclas por Dave Fridmann 2. "Rainbow Connection" Fuzzy Muppet Songs (ASCAP) Arpa por Allison Allport Guitarra adicional por Blake Mills Remezclas por Brian Malouf 3. "Mahna Mahna" Edward B. Marks Music Company BMI Producido por The Fray y Warren Huart Remezclas por Warren Huart 4. "Movin' Right Along" Fuzzy Muppet Songs (ASCAP) Producido y remezclado por Matt Allison 5. "Our World" Jim Henson Productions Inc. y Spirit Two Music Inc. (ASCAP) Producido por Yin Yames Remezclas por Kevin Ratterman 6. "Halfway Down the Stairs" Ascherberg Hopwood & Crew Ltd. (PRS) Producido por Will Hunt and Amy Lee Órgano por Amy Lee Remezclas por Daniel Méndez | 7. "Mr. Bassman" Jewel Music Publishing Company Inc. (ASCAP) Remezclas por Kato Ådland 8. "Wishing Song" Kunjani Music (ASCAP) Producido por Pete Min y Mikel Jollett 9. "Night Life" Fuzzy Muppet Songs (ASCAP) Producido y remezclado por Ryan Williams 10. "Bein' Green" Green Fox Music Inc. (BMI)/Jonico Music Inc. (BMI) Producido por Andrew Bird Remezclas por Mark Nevers 11. "I Hope That Something Better Comes Along" Fuzzy Muppet Songs (ASCAP) Producido por Mark Weinberg 12. "I'm Going To Go Back There Someday" Fuzzy Muppet Songs (ASCAP) Producido por Mike Viola Remezclas por Ducky Carlise |

- Productor ejecutivo: Dani Markman
- Negocios y Asuntos legales: Melissa Bolton
- Remasterizado por Stephen Marcussen en Marcussen Mastering, Hollywood, California
- Dirección artística y diseños: Steve Gerdes